# Heart of Midnight
Heart of Midnight is een Amerikaanse psychologische thriller uit 1988 die zowel werd geschreven als geregisseerd door Matthew Chapman. Hij won hiervoor de prijs voor beste film op het Filmfestival van Sitges 1989.

## Verhaal
Carol Rivers (Jennifer Jason Leigh) heeft een achtergrond van drank- en psychologische problemen. Ze is niettemin al een tijd naar tevredenheid onder behandeling van een psychologe en heeft de laatste anderhalf jaar geen alcohol meer gedronken. In die hoedanigheid gaat ze nachtclub The Midnight bekijken, die ze heeft geëerfd van haar onlangs overleden oom Fletcher (Sam Schacht). Drie mannen onder leiding van voorman Richard (James Rebhorn) zijn hierin bezig met een renovatie. Fletcher gaf hier opdracht toe en Rivers laat ze hiermee doorgaan. Zijzelf trekt in het woongedeelte van het gebouw. Ze wil hier voor zichzelf een nieuwe start maken.
Wanneer Rivers de kamers gaat inspecteren, komt ze erachter dat The Midnight meer was dan een doorsnee nachtclub. Het was een seksclub uitgerust met allerhande themakamers waarin mensen met allerlei uiteenlopende seksuele voorkeuren zich uit konden leven. Sommige kamers zijn zo apart ingericht dat ze zich niet eens een voorstelling kan of wil maken van wat zich hierin afspeelde.
Kort nadat Rivers haar intrek heeft genomen in haar nieuwe woning, begint ze vreemde dingen op te merken in het gebouw. In de voorheen lege koelkast ligt ineens een rode appel, de douche stopt en gaat aan zonder dat zij aan de knopt draait en van tijd tot tijd klinkt er gebonk achter de muren en boven het plafond. Tevens gaan er deuren zomaar open en dicht. Wanneer zo de buitendeur zomaar opengaat terwijl Rivers voor de spiegel staat te dansen, ziet de buiten staande Eddy (Steve Buscemi) zijn kans schoon. Samen met twee kornuiten dringt hij The Midnight binnen en verkracht Rivers.
Rivers doet hier aangifte van, maar de politie neemt haar weinig serieus. Tijdens haar problematische verleden is het bij herhaling voorgekomen dat ze valse aangifte deed en daarom weten ze niet hoe serieus ze deze moeten nemen. Ook haar warrige verhalen over vreemde voorvallen in het huis, steunen haar zaak niet. De volgende dag dient zich wel 'inspecteur Sharpe ' aan (Peter Coyote), om de zaak te onderzoeken. Terwijl hij haar steeds opzoekt en ondervraagt raakt de échte inspecteur Sharpe (Jim Geallis) niettemin opgesloten in het gebouw nadat een deur om onverklaarbare reden achter hem dicht en op slot gaat. De nep-Sharpe is naar andere dingen op zoek die te maken hebben met Fletcher, die in realiteit niet de lieve oom was die Rivers zich herinnert, maar zich begaf in een wereld van kindermisbruik, geweld en moord.

## Rolverdeling
| Acteur         | Personage |
| -------------- | --------- |
| Brenda Vaccaro | Betty     |
| Nicholas Love  | Tom       |
| Tico Wells     | Henry     |
| Frank Stallone | Ledray    |
| Denise Dumont  | Mariana   |
| Gale Mayron    | Sonny     |